# مارفن سنجر
مارفن سنجر (بالألمانية: Marvin Senger) هو لاعب كرة قدم ألماني، ولد في 6 يناير 2000 في ألمانيا.

## وصلات خارجية
- مارفن سنجر على موقع قاعدة بيانات كرة القدم.إي يو (الإنجليزية)
- مارفن سنجر على موقع بيانات كرة القدم. دي إي (الألمانية)
- مارفن سنجر على موقع Soccerbase.com (لاعب) (الإنجليزية)
- مارفن سنجر على موقع Soccerway.com (الإنجليزية)
- مارفن سنجر على موقع عالم كرة القدم.نت (الإنجليزية)